# كأس السوبر الإفريقي 2022
كأس السوبر الأفريقي 2022 (رسميًا كأس السوبر الأفريقي توتال إنرجيز 2022 لأسباب الرعاية)  هي النسخة ال31 من كأس السوبر الأفريقي، وهي مباراة كرة قدم سنوية في إفريقيا ينظمها الاتحاد الأفريقي لكرة القدم، بين بطلي آخر نسخة من مسابقات الأندية الأفريقية، وهي دوري أبطال أفريقيا وكأس الكونفيدرالية الأفريقية.
لعبت المباراة بين الوداد المغربي، بطل دوري أبطال أفريقيا 2021-22، ونهضة بركان المغربي بطل كأس الكونفيدرالية الأفريقية 2021–22.

## الفريقين
| الفريق         | المنطقة      | طريقة التأهل                            | حضور سابق (الخط الغليظ يشير إلى بطل تلك النسخة) |
| -------------- | ------------ | --------------------------------------- | ----------------------------------------------- |
| الوداد الرياضي | شمال أفريقيا | بطل دوري أبطال أفريقيا 2021–22          | 3 (1993، 2003، 2018)                            |
| نهضة بركان     | شمال أفريقيا | بطل كأس الكونفيدرالية الأفريقية 2021–22 | 1 (2021 (مايو))                                 |

## القوانين
كأس السوبر الأفريقي عبارة عن مباراة واحدة، تقام على ملعب محايد (كانت تقام على ملعب بطل دوري أبطال أفريقيا)، مع تحديد بطل دوري أبطال أفريقيا كـ «مُضيف» لأغراض إدارية. في حالة انتهى الوقت الأصلي بالتعادل، لا يلعب وقت إضافي، بل يتم اللجوء مباشرة ضربات الجزاء الترجيحية.

## المباراة
| الوداد الرياضي | 0–2   | نهضة بركان                        |
| -------------- | ----- | --------------------------------- |
|                | تقرير | - البحري 32' - المودن 71' (ركلة.) |

## روابط خارجية
- الموقع الرسمي